# Hammer (Familienname)
Hammer ist ein deutscher Familienname.

## Namensträger

### A
- Achim Hammer (* 1940), deutscher Schauspieler und Werbesprecher
- Adam Hammer (1818–1878), deutscher Arzt und Politiker
- Adolf Hammer (1854–1921), deutscher Orgelbauer
- Agnes Hammer (* 1970), deutsche Schriftstellerin
- Albert Hammer (1903–1975), deutscher Heimatschriftsteller
- Albert Herranz Hammer (* 1970), spanischer/mallorquinischer Schriftsteller schwedischer Herkunft
- Alexander Hammer (1804–1899), deutscher katholischer Pfarrer
- Alexandre Hammer (* 1996), französischer Badmintonspieler
- Alfred Hammer, deutscher Bobsportler der 1950er Jahre
- Alfred Hammer (Fußballspieler) (* 1928), deutscher Fußballspieler
- Alois Hammer (1907–1983), österreichischer Politiker (SPÖ)
- Anders Sømme Hammer (* 1977), norwegischer Journalist und Dokumentarfilmer
- Andreas Hammer (Bürgermeister) (1756–1825), Bürgermeister von Trondheim und Kristiansand
- Andreas Hammer (Philologe) (* 1973), deutscher germanistischer Mediävist
- Andreas Hammer (Jurist) (* 1975), deutscher Richter am Bundesverwaltungsgericht
- Andreas Hammer (Schauspieler) (* 1989), deutscher Schauspieler
- Andreas Claus Hammer (1742–1771), norwegischer Autor
- Andreas Ferdinand Hammer (1831–1900), dänischer Maler
- Armand Hammer (1898–1990), US-amerikanischer Industrieller und Kunstsammler
- Armie Hammer (* 1986), US-amerikanischer Schauspieler
- Arthur Hammer (1884–1942), deutscher Politiker (KPD) und Gewerkschafter
- Atle Hammer (1932–2017), norwegischer Trompeter und Hornist
- August Hammer (1865–nach 1929), deutscher Oboist und Oboenbauer
- Azela Hammer (1872–1951), deutsche Ordensgeistliche

### B
- Barbara Hammer (Filmemacherin) (1939–2019), US-amerikanische Filmemacherin, Medien- und Performancekünstlerin
- Barbara Hammer (Informatikerin) (* 1970), deutsche Informatikerin und Hochschullehrerin
- Bernard Wernick Hammer (1886–1966), US-amerikanischer Milchwissenschaftler
- Bernd Hammer (* 1958), deutscher Dirigent und Musikpädagoge
- Bernhard Hammer (Politiker) (1822–1907), Schweizer Politiker (FDP)
- Bernhard Hammer (Bühnenbildner) (* 1961), österreichischer Bühnenbildner
- Bettina Hammer (geb.  Bettina Winsemann; Künstlername Twister; * 1971), deutsche Bürgerrechtlerin und Autorin
- Birger Hammer (Pianist) (1881–1958), norwegischer Pianist
- Birger Hammer (Schauspieler), Schauspieler
- Bob Hammer (1930–2021), US-amerikanischer Jazzmusiker

### C
- Caroline Hammer (1832–1915), dänische Fotografin
- Christian Hammer (Kunstsammler) (1818–1905), norwegisch-schwedischer Juwelier und Kunstsammler
- Christian Hammer (Boxer) (geb. Cristian Ciocan; * 1987), rumänisch-deutscher Boxer
- Christian Friedrich Hammer (1760–1838), deutscher Kartograf
- Christian Gottlob Hammer (1779–1864), deutscher Maler und Kupferstecher
- Christina Hammer (* 1990), deutsche Boxerin
- Christoph Hammer (* 1966), deutscher Dirigent und Musikwissenschaftler
- Claus Hammer (1940–2015), deutscher Chirurg und Hochschullehrer
- Cornelia Hammer (* 1979), deutsche Schauspielerin

### D
- Daniela Hammer-Tugendhat (* 1946), österreichische Kunsthistorikerin
- Detlef Hammer (1950–1991), deutscher Jurist
- Dominik Hammer (* 1981), deutscher Eishockeyspieler

### E
- Eckart Hammer (* 1954), deutscher Sozialwissenschaftler
- Edith Mayer-Hammer (1926–2011), österreichische Malerin
- Eduard von Hammer (1793–1850), Oberamtsrichter, Landtagsabgeordneter
- Elisabeth Hammer (* 1954), deutsche Sängerin und Liedermacherin
- Else Hammer (1868–1954), Pseudonym Else Rema, deutsche Schriftstellerin und Journalistin
- Emil Hammer (Instrumentenbauer) (1878–1958), deutscher Orgelbauer, Firmengeschichte s. Emil Hammer Orgelbau
- Emil Eduard Hammer (1865–1938), deutscher Bildhauer und Wachsmodellierer
- Erich Hammer (Maler) (1853–1910), deutscher Maler
- Erich Hammer (1915–2001), deutscher Puppenspieler und Filmregisseur
- Ernst von Hammer (1858–1925), deutscher Geodät
- Ernst Hammer (General) (1884–1957), deutscher Generalleutnant
- Ernst Hammer (Schriftsteller) (1924–1990), österreichischer Schriftsteller
- Even Hammer (1732–1800), norwegischer Beamter und Autor

### F
- Felix Hammer (* 1957), deutscher Jurist
- Florian Hammer (* 1982), deutscher Poolbillardspieler
- Frank Hammer (* 1955), deutscher Politiker (Die Linke)
- Franz Hammer (Philologe) (1758–1825), deutscher Altphilologe, Literaturwissenschaftler und Philosoph
- Franz Hammer (Wissenschaftshistoriker) (1898–1969), deutscher Mathematiker, Bibliothekar und Wissenschaftshistoriker
- Franz Hammer (Schriftsteller) (1908–1985), deutscher Schriftsteller
- Franz Xaver Hammer (1741–1817), deutscher Gambist, Cellist und Komponist
- Fred Hammer (Frédéric Hammer; 1930–2020), luxemburgischer Sprinter
- Friedrich Hammer (Bildhauer) (auch Fritz Hammer, Frédéric Hammer; † nach 1544), deutscher Bildhauer und Steinmetz
- Friedrich Hammer (Mediziner) (1860–1943), deutscher Dermatologe
- Friedrich Hammer (Politiker) (1861–1923), deutscher Politiker (DNVP)
- Friedrich Hammer (Theologe) (1908–1997), deutscher Theologe
- Friedrich Hammer (Fußballspieler) (1921–2012), deutscher Fußballspieler
- Friedrich Ludwig Hammer (auch Frédéric Louis Hammer; 1762–1837), deutscher Lehrer und Naturforscher
- Fritz Hammer (Künstler) († 1551), deutscher Holzbildhauer
- Fritz Hammer (Architekt) (1878–1953), deutscher Architekt
- Fritz Hammer (Fußballspieler) (1921–2012), deutscher Fußballspieler
- Fritz W. Hammer (Fritz Wilhelm Hammer; 1888–1938), deutscher Pilot und Luftfahrtmanager

### G
- Georg Friedrich Hammer (1694–1751), deutscher lutherischer Theologe und Schriftsteller
- Gero Hammer (* 1933), deutscher Intendant und Politiker (NDPD), MdV
- Grit Hammer (* 1966), deutsche Leichtathletin und Gewichtheberin
- Guido Hammer (1821–1898), deutscher Maler und Zeichner
- Gustav Hammer (Industrieller) (1851–1921), deutscher Maschinenfabrikant
- Gustav Hammer (1875–1961), deutscher Eisenbahningenieur

### H
- Hans Hammer (1440/1445–1519), deutscher Steinmetz, Baumeister und Architekt, siehe Hans Meiger von Werde
- Hans Hammer (Maler) (1878–1917), deutscher Maler und Graphiker
- Hans Hammer (Generalmajor) (1895–1944), deutscher Generalmajor
- Hans Hammer (Ingenieur) (1924–2012), deutscher Ingenieur und Hochschullehrer
- Hans Hammer (Pfarrer) (1931–2020), deutscher Pfarrer
- Hans-Gerhard Hammer (1948–2024), deutscher evangelischer Pfarrer der Evangelischen Landeskirche in Württemberg in der Region Hohenlohe und Kirchenmusiker
- Hans Jørgen Hammer (1815–1882), dänischer Maler und Graphiker
- Hans-Werner Hammer (* 1969), deutscher Physiker und Hochschullehrer
- Harold Hammer-Schenk (* 1944), deutscher Kunsthistoriker, Hochschullehrer und Herausgeber
- Heinrich Hammer, deutscher Kartograf, siehe Henricus Martellus Germanus
- Heinrich Hammer (Kunsthistoriker) (1873–1953), österreichischer Kunsthistoriker
- Heinrich Hammer (Zahnmediziner) (1891–1972), deutscher Zahnmediziner und Hochschullehrer
- Heinrich von Hammer-Purgstall (1884–1954), österreichischer Komponist und Beamter
- Heinz Hammer (Fußballspieler) (* 1920), deutscher Fußballspieler
- Heinz Hammer (Fotograf) (* 1947), deutscher Fotograf
- Heinz W. Hammer (1969–2016), deutscher Vereinsfunktionär
- Helga Hammer (* 1938), deutsche Politikerin (CDU)

### I
- Ingeborg Hammer-Jensen (1880–1955), dänische Klassische Philologin

### J
- Jack Hammer (Earl Solomon Burroughs; 1925–2016), US-amerikanischer Musiker und Songwriter
- Jaime Hammer (* 1982), US-amerikanisches Fotomodell
- Jan Hammer (* 1948), tschechisch-amerikanischer Jazzpianist und Keyboarder
- Jay Hammer (* 1945), US-amerikanischer Schauspieler
- Joachim Gunter Hammer (* 1950), österreichischer Lyriker
- Jon Ludvig Hammer (* 1990), norwegischer Schachspieler
- Jörg Hammer (1958–2019), deutscher Geologe und Hochschullehrer
- Josef Hammer (1870–1966), deutscher katholischer Geistlicher und Theologe
- Joseph von Hammer (Dolmetscher) (1738–1818), österreichischer Dolmetscher
- Joseph Hammer (Musiker) (* 1959), US-amerikanischer Musiker und Klangkünstler
- Joseph von Hammer-Purgstall (1774–1856), österreichischer Diplomat und Übersetzer
- Julius Hammer (1810–1862), deutscher Schriftsteller und Dichter
- Julius Hammer (Architekt) (1875–1939), deutscher Architekt
- Julius Walter Hammer (1873–1922), deutscher Maler und Grafiker

### K
- Karin Hammer (* 1977), österreichische Filmeditorin
- Karl Hammer (Architekt) (auch Carl Hammer; 1845–1897), deutscher Architekt, Kunstgewerbler und Maler
- Karl Hammer (Physiker) (1908–1999), deutscher Physiker
- Karl Hammer (Kirchenhistoriker) (1936–2010), deutscher Kirchenhistoriker
- Karl Hammer (Biologe) (* 1944), deutscher Agrarwissenschaftler
- Karl von Hammer-Purgstall (1817–1879), österreichischer Politiker
- Karl Vilhelm Hammer (1860–1927), norwegischer Archivar und Journalist
- Klaus Hammer (Germanist) (* 1934), deutscher Germanist und Hochschullehrer
- Klaus Hammer (Politiker) (* 1942), deutscher Politiker (SPD), MdL
- Konrad Jule Hammer (1926–1991), deutscher Galerist und Autor
- Kristian Hammer (* 1976), norwegischer Nordischer Kombinierer
- Kristina Hammer (* 1969), deutsche Markenspezialistin und Präsidentin der Salzburger Festspiele
- Kristine Hammer (* 1937), deutsche Textilgestalterin

### L
- Lambert Hammer (1763–1831), preußischer Landrat
- Lennart Hammer-Hansen (* 1972), dänischer Jockey und Trainer
- Lisa Hammer (* 1967), amerikanische Filmemacherin und Musikerin
- Lothar Hammer (1928–2007), deutscher Hochschullehrer für Kunstmethodik, Maler und Grafiker
- Ludwig Hammer (* 1961), deutscher Galerist
- Lukas Hammer (* 1983), österreichischer Politikwissenschaftler und Umweltaktivist

### M
- Marie Hammer (1907–2002), dänische Zoologin und Entomologin
- Markus Hammer (Landrat) (1834–1901), deutscher Verwaltungsjurist
- Markus Hammer (Schauspieler) (* 1977), deutscher Schauspieler und Musiker
- Martin Hammer (* 1985), norwegischer Skilangläufer
- Max Hammer (Maler) (1884–1973), deutscher Maler und Restaurator
- Max Hammer (Politiker) (1886–1970), württembergischer Landtagsabgeordneter
- Maximilian Kurt Hammer (1932–2020), deutscher Kanzler der Freien Universität Berlin
- MC Hammer (eigentlich Stanley Kirk Burrell; * 1962), US-amerikanischer Rapper und Prediger
- Michael Hammer (Elfenbeinschnitzer) (1750–1790), deutscher Elfenbeinschnitzer
- Michael Hammer (Wirtschaftswissenschaftler) (1948–2008), US-amerikanischer Wirtschaftswissenschaftler
- Michael Hammer (Politiker) (* 1977), österreichischer Politiker (ÖVP)
- Michael Hammer (Musiker) (* 1982), Schweizer Musiker und Komponist
- Michael A. Hammer (Diplomat) (* 1963), US-amerikanischer Diplomat
- Michael Armand Hammer (1955–2022), US-amerikanischer Geschäftsmann
- Michel Hammer (* 1939), Schweizer Historiker und Hochschullehrer
- Mike Hammer, Pseudonym von A. R. Penck (1939–2017), deutscher Maler, Grafiker und Bildhauer

### O
- Otto Christian Hammer (1822–1892), dänischer Seeoffizier
- Otto H. Hammer (* 1946), deutscher Wirtschaftswissenschaftler und Hochschullehrer

### P
- Paul Hammer (Jurist) (1881–1942), deutscher Verwaltungsjurist und Bankmanager
- Paul Hammer (Architekt) (1891–1965), deutscher Architekt
- Paul Hammer (Leichtathlet) (1900–1978), luxemburgischer Sprinter und Weitspringer
- Paul E. J. Hammer (* 1964), neuseeländischer Historiker
- Paul Ernst Hammer (1902–1992), deutscher Pastor und Autor
- Paule Hammer (* 1975), deutscher Maler
- Peter Hammer (Mathematiker) (1936–2006), rumänisch-US-amerikanischer Mathematiker
- Philipp Hammer (Politiker) (1753–1835), deutscher Politiker, MdL Baden
- Philipp Hammer (Geistlicher) (1837–1901), deutscher Geistlicher und Schriftsteller

### R
- Rev Hammer (* 1965), britischer Folksänger
- Richard Hammer (Geiger) (1828–1907), deutsch-französischer Geiger und Komponist
- Richard Hammer (Politiker) (1897–1969), deutscher Politiker (DDP, RDP, FDP)
- Richard Hammer (Autor) (1928–2021), US-amerikanischer Sachbuchautor
- Richard Hammer (Volleyballspieler) (1930–1999), US-amerikanischer Volleyballspieler
- Richard Hammer (Wirtschaftswissenschaftler) (* 1947), österreichischer Wirtschaftswissenschaftler
- Roland Hammer (* 1952), deutscher Fußballspieler
- Rolf Hammer (* 1969), deutscher Eishockeyspieler
- Rørd Regnar Johannes Hammer (1855–1930), dänischer Marineoffizier
- Rudi Hammer (1882–1957), deutscher Maler
- Rudolf Hammer (1830–1915), deutscher Politiker
- Rudolph Hammer (1862–1926), deutscher Generalleutnant

### S
- Sabine Hammer (Dramaturgin) (Sabine Sonntag; * 1956), deutsche Musikwissenschaftlerin und Dramaturgin
- Sabine Silvia Hammer (Sabine Banczyk; * 1970), deutsche Sozialwissenschaftlerin, Logopädin, Dozentin und Sachbuchautorin
- Sarah Hammer (* 1983), US-amerikanische Radsportlerin
- Sebulon Hammer (1936–1998), israelischer Politiker
- Stefan Hammer (* 1957), österreichischer Hochschullehrer und Persönlichkeit des christlich-muslimischen Dialogs
- Steffen Hammer, deutscher Jurist, politischer Aktivist, Neonazi und Musiker aus dem Umfeld des NSU
- Steven A. Hammer (* 1951), US-amerikanischer Botaniker
- Sven Hammer (* 1969), deutscher Zoodirektor und Artenschützer

### T
- Tardo Hammer (* 1958), US-amerikanischer Jazzmusiker
- Thomas Hammer (Geograph) (* 1962), Schweizer Geograph und Hochschullehrer
- Thomas Hammer (Journalist) (* 1969), deutscher Wirtschaftsjournalist und Autor
- Thomas Hammer (Fußballspieler) (* 1973), österreichischer Fußballspieler
- Thore Hammer-Hansen (* 1999), dänischer Jockey

### U
- Ulrich Hammer (* 1942), deutscher Jurist und Hochschullehrer
- Uwe Hammer (* 1943), deutscher Sportfunktionär

### V
- Veronika Hammer (* 1961), deutsche Sozialwissenschaftlerin
- Victor Hammer (Geschäftsmann) (1901–1985), US-amerikanischer Geschäftsmann, Galeriegründer und Philanthrop
- Victor Hammer (Kameramann) (auch Vic Hammer; * 1957), Kameramann
- Viola Hammer (* 1985), österreichische Jazzmusikerin
- Viktor Hammer (Maler) (auch Victor Hammer; 1882–1967), österreichischer Schriftdesigner, Maler und Grafiker
- Viktor Hammer (Bildhauer) (1913–1986), österreichischer Bildhauer

### W
- Walter Hammer, Pseudonym von Walter Hösterey (1888–1966), deutscher Publizist, Verleger und Pazifist
- Walter Hammer (Unternehmer) (1893–1949), Schweizer Unternehmer
- Walter Hammer (SS-Mitglied) (1907–2003), deutscher SS-Obersturmbannführer
- Walter Hammer (Jurist) (1924–2000), deutscher Jurist
- Werner Hammer (Schauspieler) (1899–1966), deutscher Schauspieler
- Werner Schmidt-Hammer (General) (1894–1962), deutscher Generalleutnant
- Werner Schmidt-Hammer (Polizist) (1907–1979), deutscher Polizist
- Wilfried Hammer (1927–2020), deutscher Agrarwissenschaftler und Hochschullehrer
- Wilhelm Hammer (Geologe) (1875–1942), österreichischer Geologe und Bergsteiger
- Wilhelm Hammer (Mediziner, 1879) (1879–nach 1940), deutscher Arzt und Sexualforscher
- Wilhelm Hammer (Physiker) (1885–1949), deutscher Physiker und Hochschullehrer
- Wilhelm Hammer (Mediziner, 1887) (1887–1964), deutscher Generalarzt
- Wilhelm Hammer (1888–1938), deutscher Pilot und Luftfahrtmanager, siehe Fritz W. Hammer
- Wilhelm Hammer (Historiker) (1909–1976), US-amerikanischer Historiker
- Wilhelm Artur Hammer (1871–1941), deutscher Schriftsteller und Literaturhistoriker
- Wilhelm Hermann Hammer (1831–1890), deutscher Generalleutnant
- William C. Hammer (1865–1930), US-amerikanischer Politiker
- William Joseph Hammer (1858–1934), US-amerikanischer Ingenieur
- Wolfgang Hammer (Fußballspieler, 1941) (* 1941), deutscher Fußballspieler
- Wolfgang Hammer (Autor) (* 1946), deutscher Pädagoge und Autor
- Wolfgang Hammer (Soziologe) (* 1948), deutscher Fachautor, Soziologe und Jugendhilfeexperte
- Wolfgang Hammer (Fußballspieler, 1954) (* 1954), deutscher Fußballspieler

### Fiktive Personen
- Mike Hammer, ein Privatdetektiv in den Romanen von Mickey Spillane
- Peter Hammer, Cölln, eine fingierte Verlagsadresse, siehe Pierre Marteau